# Kommando Cyber- und Informationsraum
El Servicio de Dominio Cibernético e informativo (en alemán: Kommando Cyber- und Informationsraum, pronunciado /ˈsaɪ̯bɐ ʊnt ɪnfɔʁmaˈt͡si̯oːnsˌʁaʊ̯m/) o por su acrónimo KdoCIR es la rama más joven del ejército alemán Bundeswehr. La decisión de formar una nueva rama militar fue presentada por la ministra de Defensa, Ursula von der Leyen, el 26 de abril de 2016, que entró en funcionamiento el 1 de abril de 2017. La sede del Servicio de dominio cibernético e informativo es Bonn.

## Historia
En noviembre de 2015, el Ministerio de Defensa alemán activó un Grupo de personal dentro del ministerio encargado de desarrollar planes para una reorganización de las unidades de cibernética, informática, inteligencia militar, geoinformación y comunicación operativa de la Bundeswehr.
El 26 de abril de 2016, la ministra de Defensa, Ursula von der Leyen, presentó al público los planes para la nueva rama militar y, el 5 de octubre de 2016, el personal del comando comenzó a funcionar como un departamento dentro del ministerio de defensa. El 1 de abril de 2017, el servicio de dominio cibernético e informativo se activó como la sexta rama de la Bundeswehr. El cuartel general del Servicio de dominio cibernético e informático tomará el mando de todas las unidades existentes de comunicación operativa, cibernética, informática, inteligencia militar y geoinformación. Se planea que el Comando esté completamente operativo para 2021.

## Organización
El CIDS es comandado por el Jefe del Servicio de dominio cibernético e informático (alemán: Inspekteur des Cyber-und Informationsraum) (InspCIR), una posición general de tres estrellas, con sede en Bonn.
- Jefe CIDS y Comandante CIDS HQ
  - Comandante adjunto de la sede de CIDS y jefe de personal
    - Personal de mando
    - Personal de Operaciones
    - Personal de Planificación

  -  Comando de Reconocimiento Estratégico, en Gelsdorf
    -  911th Batallón de Guerra Electrónica
    -  912th Batallón de Guerra Electrónica, Sirve la clase Oste SIGINT / ELINT y los barcos de reconocimiento.
    -  931st Batallón de Guerra Electrónica
    -  932nd Batallón de Guerra Electrónica, Provee tropas aerotransportadas para operaciones en territorio enemigo.
    -  Bundeswehr Escuela de Reconocimiento Estratégico
    - Bundeswehr Centro de Comunicaciones Operacionales
    - Centro de Operaciones Cibernéticas
    - Centro de Análisis de Guerra Electrónica
    - Reconocimiento central de imágenes, operando los satélites SAR-Lupe
    -  Central Bundeswehr Autoridad de Investigación para el Reconocimiento Técnico

  -  Bundeswehr Geographical Information Center, in Euskirchen
  -  Comando de Tecnología de la Información, en Bonn
    -  Bundeswehr Centro de operaciones IT
    -  Bundeswehr Escuela de Informática
    -  281st Batallón de Tecnología de la Información
    -  282nd Batallón de Tecnología de la Información
    -  292nd Batallón de Tecnología de la Información
    -  293rd Batallón de Tecnología de la Información
    -  381st Batallón de Tecnología de la Información
    -  383rd Batallón de Tecnología de la Información
    -  Bundeswehr Centro de Seguridad Cibernética